# 首飾り事件

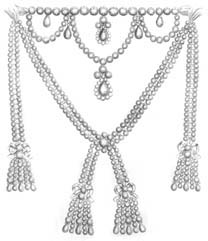
首飾りのデザイン画

首飾り事件（くびかざりじけん, 仏: Affaire du collier de la reine）は、1785年、革命前夜のフランスで起きた詐欺事件。ヴァロワ家の血を引くと称するジャンヌ・ド・ラ・モット伯爵夫人が、王室御用達の宝石商ベーマーから160万リーブル（金塊1t程度に相当する）の首飾りをロアン枢機卿に買わせ、それを王妃マリー・アントワネットに渡すと偽って騙し取った。典型的なかたり詐欺。

## 背景
ラ・モット伯爵夫人は、王妃マリー・アントワネットの親しい友人であると吹聴してルイ・ド・ロアン枢機卿に取り入り、王妃の名を騙り金銭を騙し取っていた。
宮廷司祭長の地位にあったロアン枢機卿は、ストラスブールの名家出身の聖職者でありながら、大変な放蕩ぶりでも知られていたためマリー・アントワネットに嫌われていた。しかし、枢機卿は諦めることなく、いつか王妃に取り入って宰相に出世することを望んでいた。
宝石商シャルル・ベーマーとそのパートナーであるポール・バッサンジュは、先王ルイ15世の注文を受け、大小540個のダイヤモンドからなる160万リーブルの首飾りを作製していた。これはルイ15世の愛人デュ・バリー夫人のために注文されたものであったが、ルイ15世の急逝により契約が立ち消えになってしまった。高額な商品を抱えて困ったベーマーは、これをマリー・アントワネットに売りつけようとしたが、マリーは高額であったことと、敵対していたデュ・バリー夫人のために作られたものであることから購入を躊躇した。そこでベーマーは、王妃と親しいと称するラ・モット伯爵夫人に仲介を依頼した。

## 事件

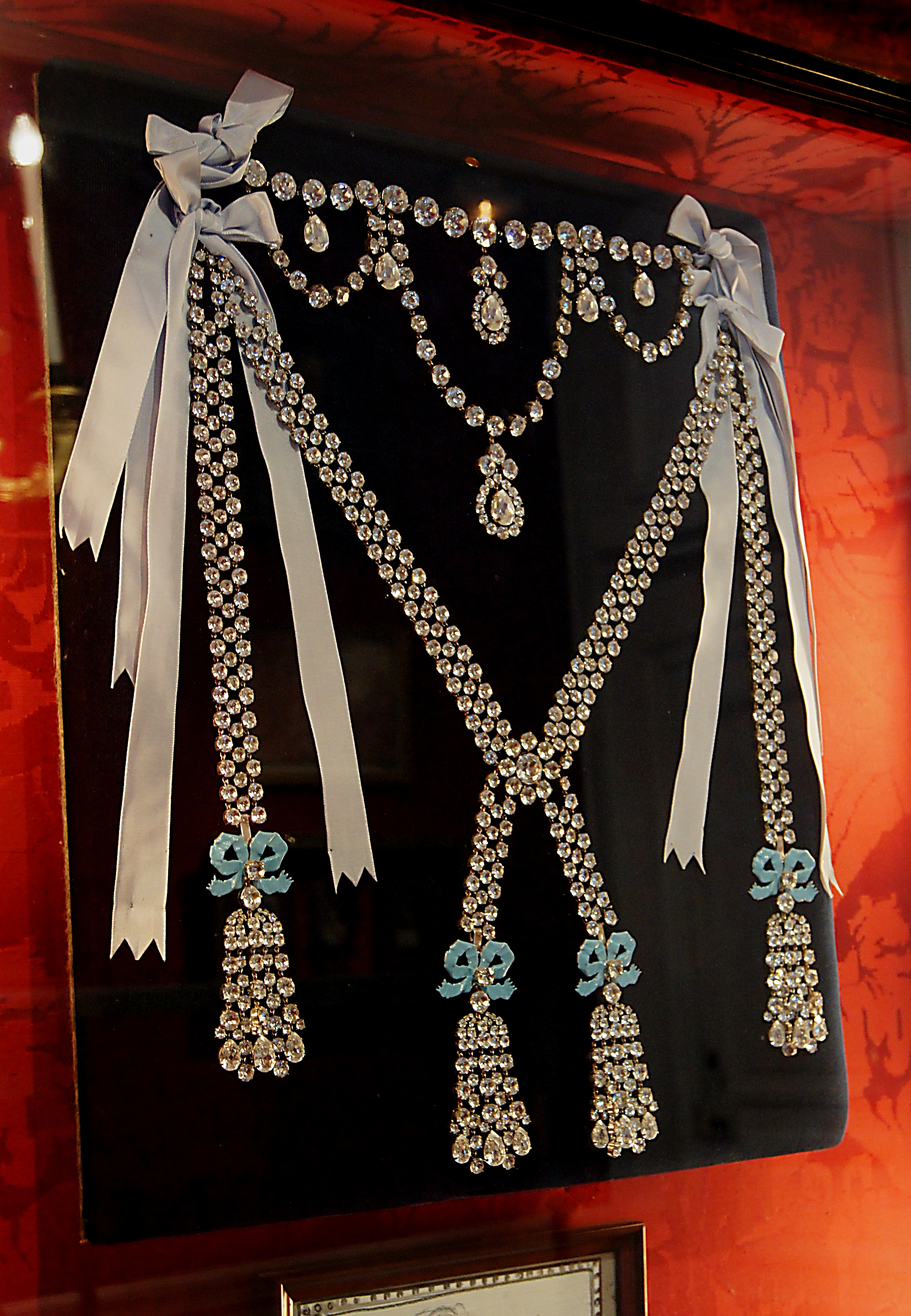
王妃のネックレスのレプリカ（フランス、ブルトイユ城(fr)蔵）

ラ・モット伯爵夫人がこの首飾りの詐欺を計画した。1785年1月、伯爵夫人はロアン枢機卿にマリー・アントワネットの要望として首飾りの代理購入を持ちかけた。伯爵夫人は、前年の夏、娼婦マリー・ニコル・ルゲイ・デシニー（後に偽名「ニコル・ドリヴァ男爵夫人」を称する）を王妃の替え玉に仕立て、ロアン枢機卿と面会させており、彼は念願の王妃との謁見を叶えてくれた人物として、伯爵夫人を完全に信用していた。ロアン枢機卿は首飾りを代理購入しラ・モット伯爵夫人に首飾りを渡した。そのときラ・モット伯爵夫人と共謀し王室の側仕えに託された詐欺師レトー・ド・ヴィレットが立会い人として関与していた。レトーはマリー・アントワネットの筆跡を真似てラ・モット伯爵夫人宛ての手紙を作成したことがあった。
その後首飾りはバラバラにされ、ジャンヌの夫であるマルク・アントワーヌ・ニコラ・ド・ラ・モット伯爵と計画の加担者達によりロンドンで売却された。しばらくして首飾りの代金が支払われないことに業を煮やしたベーマーが、王妃の側近のカンパン夫人に面会し問い質した事により事件が発覚した。同年8月、ロアン枢機卿とラ・モット伯爵夫人、ニコル・ドリヴァが逮捕された。ラ・モット伯爵夫人はこの時、ロアン枢機卿と懇意であったが事件とは無関係とされる医師（詐欺師）カリオストロ伯爵を事件の首謀者として告発し、カリオストロ伯爵夫妻も逮捕された。それからしばらくしてレトーの真似た王妃の筆跡が実際の筆跡と異なることが王室により明らかになったことからレトーも拘束された。なおラ・モット伯爵はロンドンに逃亡して逮捕されなかった。
事件に激昂したマリー・アントワネットは、パリ高等法院（最高司法機関）に訴えた。1786年5月に判決が下され、ロアン枢機卿はカリオストロ伯爵夫妻、ニコル・ドリヴァとともに無罪、レトー・ド・ヴィレットは鞭打ち刑に加えて国外追放処分となった。ラ・モット伯爵夫人は「V」（「Voleuse」泥棒の意）の文字を両肩に焼き印されて投獄された。
この裁判によりマリー・アントワネットとラ・モット伯爵夫人は愛人関係にあるという事実無根の噂が広まったが、実際は個人的に会ったことはなかった。伯爵夫人は後にこの虚偽の醜聞をもとに本を回想録として出版し収入を得ている。

## 社会的影響
フランスでは、この事件は事実に反して王妃の陰謀によるものとして噂になり、マリー・アントワネットを嫌う世論が強まった。また国王ルイ16世は判決直後、無罪となったロアン枢機卿を宮廷司祭長から罷免、オーヴェルニュのシェーズ・ディユ大修道院に左遷し国民の反感を買った。但し、ロアン枢機卿はもともと評判の悪い堕落した聖職者だったが、彼の左遷を批判した多くの人々はそれを知らなかった。
史実において事件は、ほとんど世間に出ていなかったマリー･アントワネットの評判を決定的に貶めただけで、彼女の非業の死と関係するのみであった。
ゲーテはこの「首飾り事件」が世間に知れ渡った時、「この空前の罪業によって王室の威厳が葬られ、いわば予めすでに破壊せられたのを私は見た」と語っている。

## フィクションへの影響

### メディアミックス

#### アルセーヌ・ルパンシリーズ関連
- 文芸作品「女王の首飾り」 - モーリス・ルブランの文芸作品「アルセーヌ・ルパン」シリーズ第1作「怪盗紳士ルパン｣の中の1編。この首飾り事件が扱われ、幼き日のアルセーヌ・ルパン最初の犯行対象がこの首飾りである。
- 映画『ルパン』 - アルセーヌ・ルパン生誕100周年を記念した映画作品。この首飾りが重要なアイテムとして登場する。カルティエが全面協力した逸品である。

- テレビアニメ『ルパン三世（アニメ第4作）』第3話およびテレビスペシャル『ルパン三世 イタリアン・ゲーム』 - アルセーヌ・ルパンシリーズから派生した漫画『ルパン三世』のアニメ化作品。この首飾りがルパン三世のターゲットとして描かれ、またこの事件に関わった人物の関係者が重要なキャラクターとして登場する。

#### 『王妃マリー・アントワネット』関連
日本では、遠藤周作が『王妃マリー・アントワネット』の中のエピソードとして、この事件について書いている。
東宝が2006年に、この作品を原作として、ミヒャエル・クンツェ脚本・歌詞、シルヴェスター・リーヴァイ作曲のミュージカル「マリー・アントワネット」を制作、帝国劇場で初演した。その中でもこの事件は重要なエピソードとなっている。また、2007年には、「A/L」という題で宝塚歌劇団の宙（そら）組の大和悠河がラブコメディーミュージカルで、上演している。
ここではカリオストロは錬金術師として描かれているものの、狂言回しという立場でもあり、明確に実際の登場人物としては描かれていない。また王妃の替え玉となったニコル・ド・オリヴァは、革命のために立ち上がった「マルグリット・アルノー」としており、「マリー・アントワネット」と同じ「M.A.」というイニシャルでありながら正反対の立場である女性として主役級の役として描かれている。作品中でこの事件は、宝石商シャルル・ベーマー、ロアン大司教、ラ・モット伯爵夫人、そしてニコル・ド・オリヴァ男爵夫人（劇中でのマルグリット・アルノー）の持つ七つの悪徳と、さらにマリー・アントワネット、オルレアン公、ボーマルシェを含めた七人という要素を、カリオストロが調合してこの事件に仕立てたという演出となっている。

### 文芸作品
- 「王妃の首飾り」 - アレクサンドル・デュマによるこの事件を題材にした作品。王妃の陰謀説が取られている。
- 「大コフタ」 - ゲーテによるこの事件を題材に書いた喜劇戯曲。ここではカリオストロをモデルとする「ロストロ伯爵」を事件の黒幕として描いている。この作品は初演時には、ゲーテの著作としては低い評価しか得られなかったが、「コフタの歌」はこの戯曲の一部にヴォルフが曲をつけたものである。

### 映画
- 『マリー・アントワネットの首飾り』 - この事件を題材にした映画。監督：チャールズ・シャイア、出演：ヒラリー・スワンク、エイドリアン・ブロディ、サイモン・ベイカー、ジョエリー・リチャードソン、クリストファー・ウォーケンなど。

### 漫画
- 『ベルサイユのばら』 - 池田理代子の漫画作品。作中で主要エピソードの1つとして用いられている。また、ラ・モット伯爵夫人（ジャンヌ・バロア）の異母妹ロザリー（架空の人物）は、作中を通じて登場する主要人物として設定されており、『栄光のナポレオン-エロイカ』にも登場する。